# جغرافيا سلوفاكيا

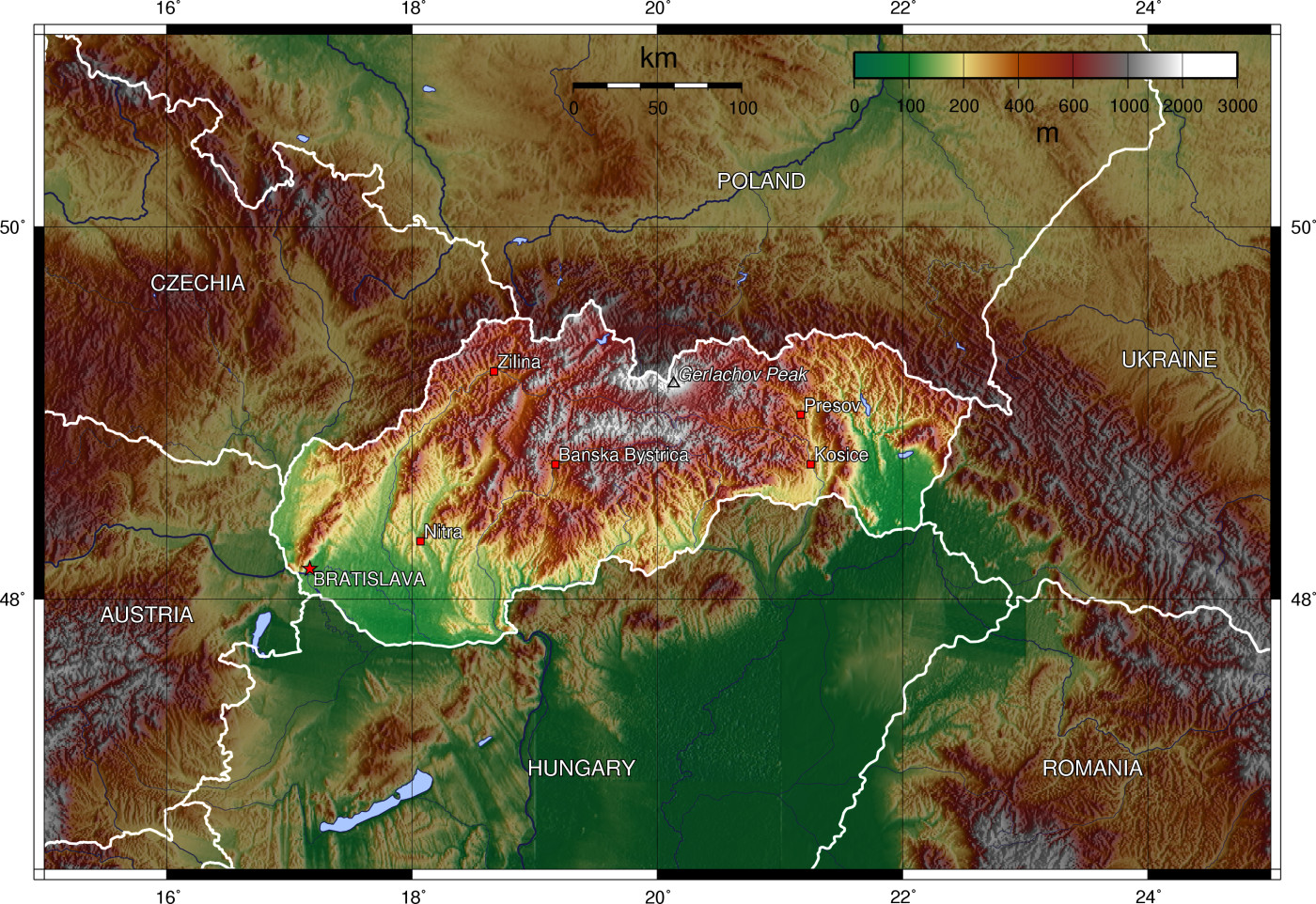
خريطة طبوغرافية لسلوفاكيا

خريطة سلوفاكيا مع سلاسل الجبال الرئيسية

سلوفاكيا، تعد بلد غير ساحلي وتقع في وسط أوروبا تحدها مناطق جبلية في الشمال وتضاريس مسطحة في الجنوب.

## إحصائيات
استخدام الأراضي:
أرض زراعية : 40.1٪.
الأراضي الصالحة للزراعة تبلغ 28.9٪؛ والمحاصيل دائمة: 0.4٪؛ والمرعى دائم: 10.8٪.
الغابات : 40.2٪
أخرى : 19.7٪ (تقديرات 2011))
الموارد الطبيعية:
الليغنيت، كميات صغيرة من الحديد الخام والنحاس والمنغنيز الخام؛ ملح؛ أرض صالحة للزراعة
الأخطار الطبيعية:
الفيضانات
الاتفاقات البيئية الدولية:
تتضمن: تلوث الهواء، تلوث الهواء بسبب أكسيد النيتروجين، تلوث الهواء بسبب الملوثات العضوية الثابتة، تلوث الهواء بسبب عنصر الكبريت 85، تلوث الهواء بسبب عنصر الكبريت 94، تلوث الهواء بسبب المركبات العضوية المتطايرة، معاهدة أنتاركتيكا، التنوع البيولوجي، تغير المناخ، تغير المناخ الناتج عن كيوتو البروتوكول، التصحر، الأنواع المهددة بالانقراض، التغيير البيئي، المخلفات الخطرة، قانون البحار، حماية طبقة الأوزون، تلوث السفن، الأراضي الرطبة، صيد الحيتان.
تم التوقيع عليها ولكن لم يصدق عليها: أي لم يتم الموافقة على أي من الاتفاقيات المختارة

## منطقة

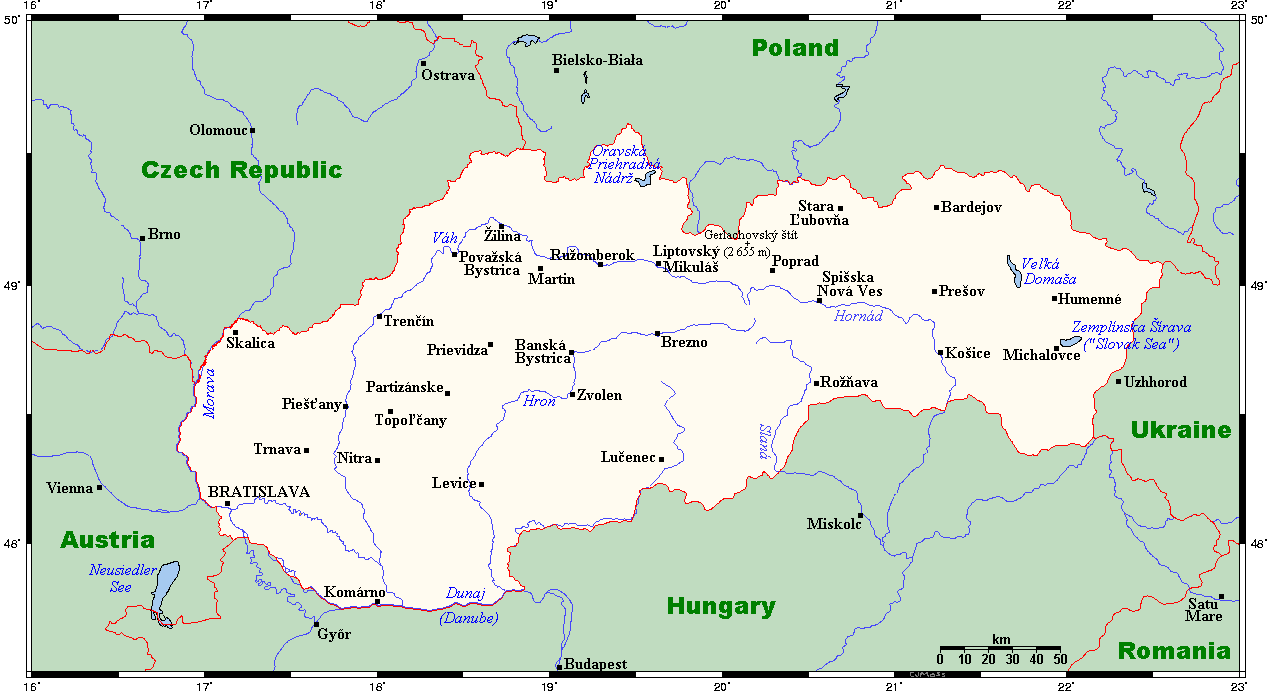
مدن سلوفاكيا وبلداتها الرئيسية

تقع سلوفاكيا بين خطي عرض 49 ° 36'48 «و 47 ° 44'21» شمالا وخطي طول 16 ° 50'56 «و 22 ° 33'53» شرقا.
تقع أعلى نقطة في الشمال بالقرب من بيسكيدوك وهو جبل على الحدود مع بولندا بالقرب من قرية اورافسكا بالفورا في بيسكيدس. وتقع أقصى نقطة في الجنوب بالقرب من قرية باتينس على نهر الدانوب على الحدود مع هنغاريا. تقع أقصى نقطة في الغرب على نهر مورافا بالقرب من زاهوريسكا فيس على الحدود النمساوية. تقع أقصى نقطة في الشرق بالقرب من قمة كريمينك، وهو جبل بالقرب من قرية نوفا سيدليكا عند نقطة التقاء الحدود السلوفاكية والبولندية والأوكرانية.

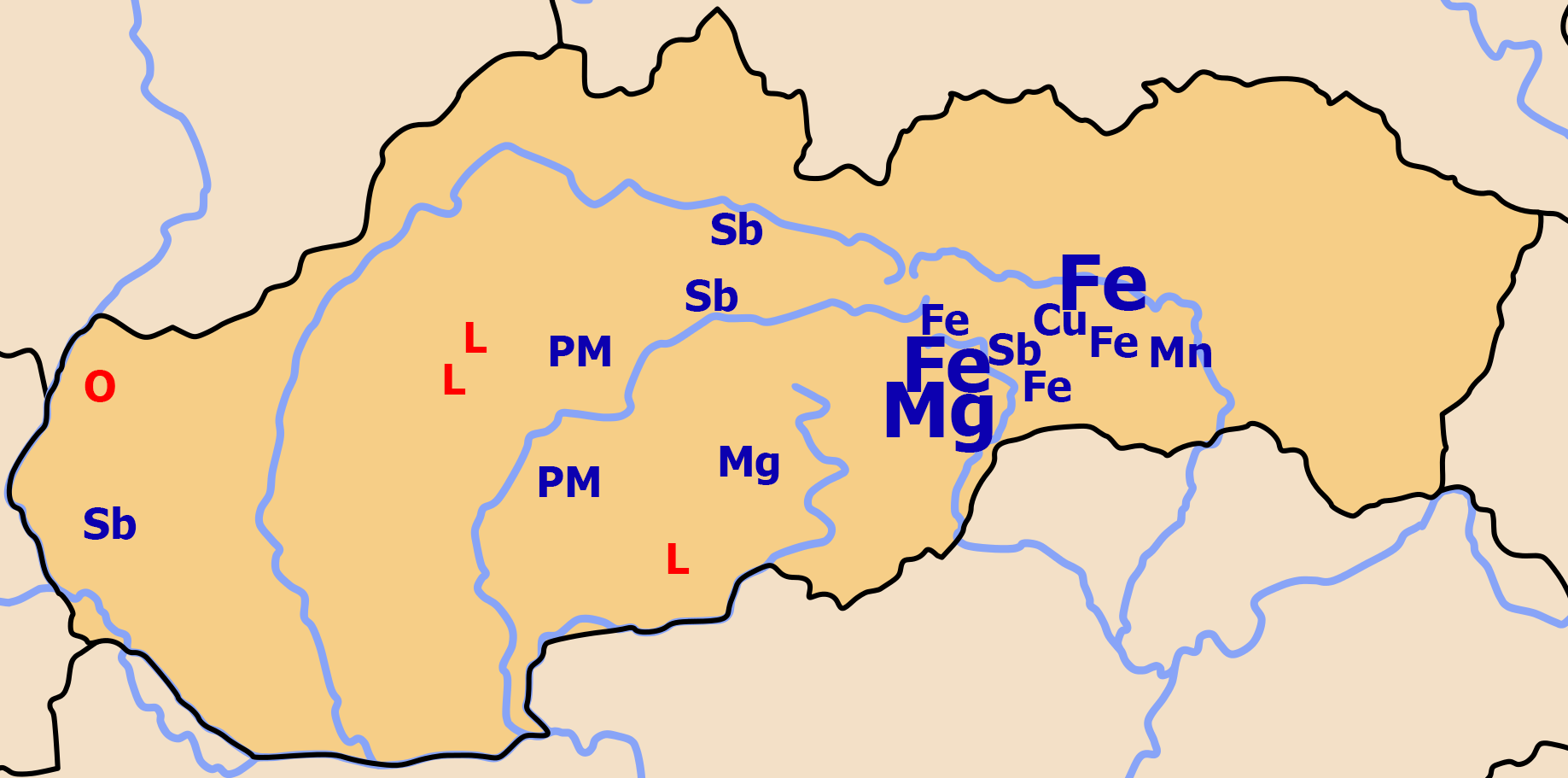
الموارد الطبيعية في سلوفاكيا. Mg - magneisum ، Mn - المنغنيز ، الحديد - خام الحديد ، النحاس - النحاس ، Sb - الأنتيمون ؛ PM - متعدد المعادن (الرصاص والزنك والمعادن المماثلة) ؛ L - lignite ، O - زيت.

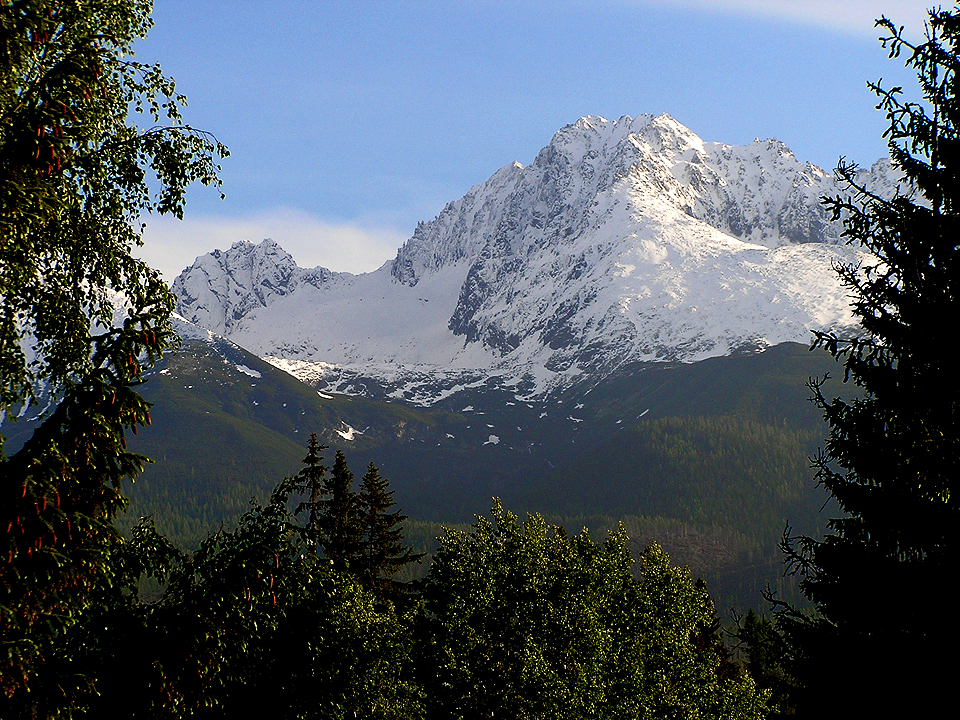
أعلى جبل

أعلى نقطة في قمة جيرلاش شيلد في مرتفع تاترا 2,655 متر (8,710.6 قدم)، وأدنى نقطة هي سطح نهر بودروج على الحدود المجرية عند 94 متر (308.4 قدم).
تبلغ مساحة البلاد 48,845 كيلومتر مربع (18,859 ميل2) .حوالي31٪ من الأراضي الصالحة للزراعة، 17٪ من المراعي، 41٪ من الغابات، 3٪من الأراضي مزروعة. أما عن النسبة المتبقية البالغة 8٪ فهي غالبا مغطاة بالهياكل البشرية والبنية التحتية، وجزئياً مع التلال الجبلية الصخرية والأراضي الأخرى غير مستفاد منها.
يحد سلوفاكيا من الشمال بولندا - 547 كيلومتر (339.9 ميل)، وتحدها أوكرانيا من الشرق - 98 كيلومتر (60.9 ميل)، والمجر من الجنوب - 679 كيلومتر (421.9 ميل) ، والنمسا من الجنوب الغربي - 106 كيلومتر (65.9 ميل)، وجمهورية التشيك من الشمال الغربي - 252 كيلومتر (156.6 ميل) ويبلغ إجمالي طول الحدود 1,672 كيلومتر (1,038.9 ميل).

## مناخ
معتدل؛ صيف بارد شتاء بارد، غائم، رطب.